# 회색머리날여우박쥐
회색머리날여우박쥐(Pteropus poliocephalus)는 큰박쥐과에 속하는 박쥐의 일종이다. 오스트레일리아의 토착종이다. 왕박쥐속에 속하는 다른 3종 작은붉은날여우박쥐(P. scapulatus)와 안경날여우박쥐(P. conspicillatus), 검은날여우박쥐(P. alecto)와 함께 오스트레일리아 대륙에 나누어 분포한다. 회색머리날여우박쥐는 주로 그레이트디바이딩산맥의 동부 지역의 오스트레일리아 남부-동부 숲에서 서식한다. 분포 지역은 퀸즐랜드주 번다버그부터 빅토리아주 절롱까지, 잉햄에서 떨어진 여러 부락과 북쪽으로 핀치 해튼 협곡, 그리고 남쪽으로 애들레이드까지 지역이다. 분포 지역의 남쪽 부분은 다른 왕박쥐속 종들보다 더 고위도 지방을 차지하고 있다.

## 신체적 특징

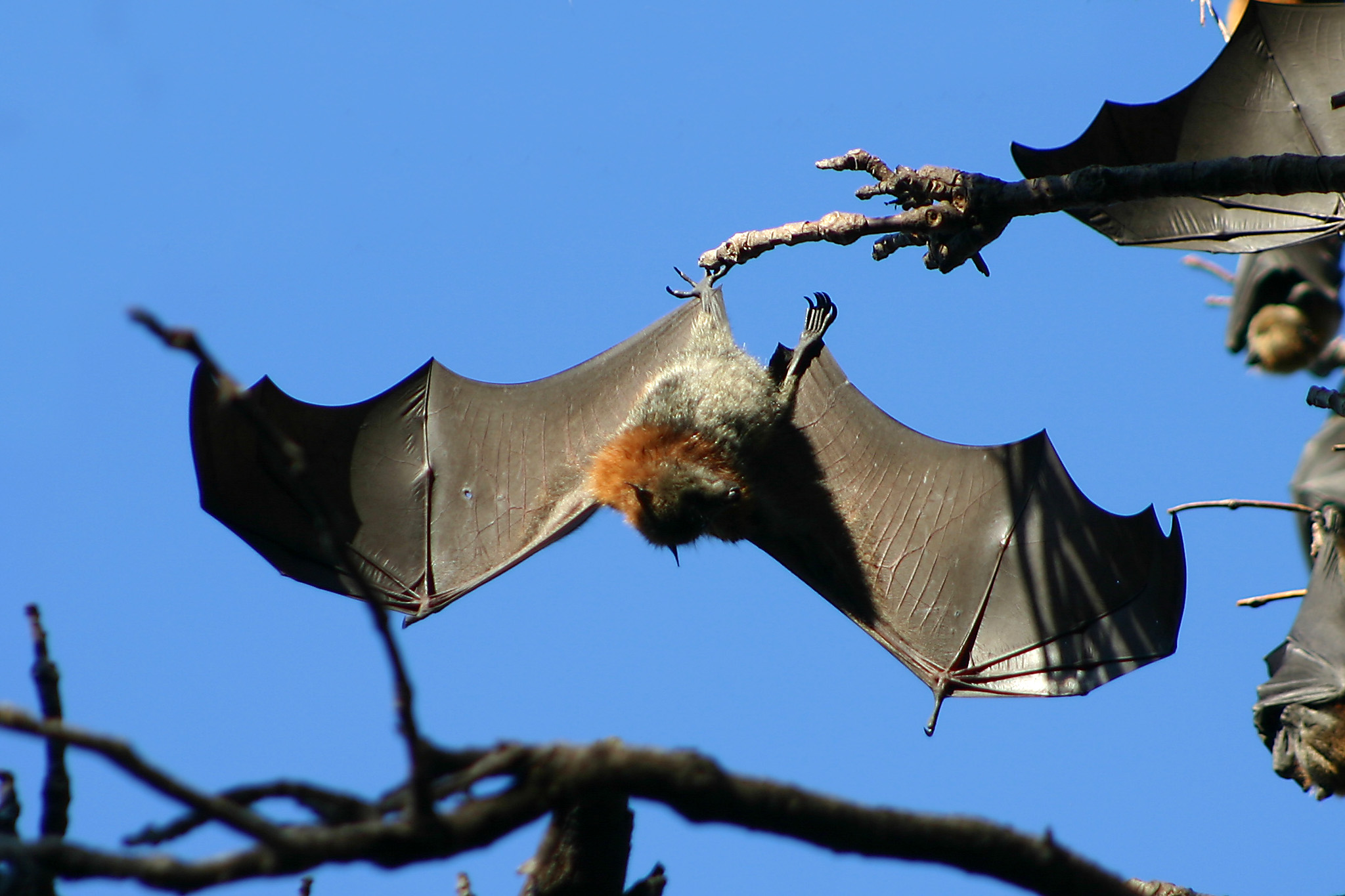
날개를 편 회색머리날여우박쥐

회색머리날여우박쥐는 오스트레일리아에서 가장 큰 박쥐이다. 연한 회색 머리와 불그스레한 갈색 목 깃 털과 함께 진한 갈색을 띤다. 왕박쥐속에 속하는 박쥐 중에서 독특한 박쥐로 다리의 털이 멀리 발목까지 이어진다. 다 자란 박쥐의 평균 날개 폭은 최대 1m이고, 몸무게는 최대 1kg이다. 머리부터 몸까지 몸길이는 230~289mm이고, 평균 253mm이다. 전완장은 138~180mm이고, 평균 161mm이다. 몸무게는 일반적으로 600g과 1000g 사이로 다양하며, 평균 677g 정도이다. 꼬리는 없고 첫번째와 두번째 발가락에 발톱이 있다. 반향 정위를 하지 않기 때문에, 대부분의 작은박쥐류 종에서 발견되는 이주 또는 잎 장식 기관이 없다. 먹이(꽃꿀과 꽃라루 그리고 천연 과일) 위치를 찾을 때 시력에 의존하며, 그래서 비교적 큰 눈을 갖고 있다. 같은 크기의 포유류 중에서 수명이 길다. 포획 상태에서 최대 23년을 살며 야생에서 최대 15년을 사는 것으로 추정하고 있다.